# Дейв Брубек Куортет
Дейв Брубек Куортет (на английски: Dave Brubeck Quartet) е американски джаз квартет, основан през 1951 г. от Дейв Брубек и по начало състоящ се от Пол Дезмънд (саксофон) и Брубек (пиано). Дълго време имат участия в Blackhawk nightclub в Сан Франциско и получават огромна популярност, обикаляйки университетските кампуси и издавайки поредица албуми със заглавия като Jazz at Oberlin, Jazz Goes to College и Jazz Goes to Junior College.
До 1958 г., след като сменя няколко барабаниста и басиста, се оформя „класическият квартет“, наречен така, защото остава такъв до самото разпадане на групата. Той се състои от Брубек, Дезмънд, Джо Морело (барабани) и Юджийн Райт (бас). През 1959 г. квартетът пуска Time Out, албум, за който лейбълът им се вълнува, но въпреки това се колебае дали да го издаде. Албумът съдържа само авторски композиции, от които почти няма такива в равноделни размери. Въпреки това, чрез силата на необичайните размери, които използват, Time Out (включващ Take Five, Blue Rondo à la Turk и Pick Up Sticks) бързо става платинен.
Последвалите няколко албума (Time Further Out (1961), Countdown: Time in Outer Space и др.) носят също голям успех на групата. Освен с контрастиращите ритми, тоналности и нестандартни размери в композициите, албумите са известни и със съвременните картини на обложките си.
Връхна точка за групата е нейният лайв албум At Carnegie Hall, станал класика след пускането си на пазара и описан от критика Ричард Палмър като „вероятно най-великият концерт на Брубек“.
„Класическият“ Дейв Брубек Куортет се разпада през 1967 г., като се изключи повторното обединяване по случай 25-годишнината на групата. През 1968 г. Брубек формира нов квартет.
Дейв Брубек умира от сърдечна недостатъчност на 5 декември 2012 г. в Норуолк, Кънектикът, един ден преди 92-рия си рожден ден.